# 胖大海
胖大海（学名：Sterculia lychnophora），又称作澎大海、膨大海、蓬大海、莫大海、胡大海、通大海、大海子、胡大發、莫大、大洞果、安南子、大海榄等，是一种知名的藥用植物，其種子可以沖泡飲用，功效為清热解毒，润肺利喉，润肠通便，在華人區往往作為治療声音嘶哑與喉嚨痛的民俗療法。

## 產地
主要生长于福建、兩廣、海南、雲南、越南、马来西亚、印度尼西亞、印度等地。由於是知名草藥，故臺灣亦多有種植。

## 形态
梧桐科蘋婆屬的落叶乔木，可高逹40公尺，椭圆状披针形的单叶互生，叶片革质，长10至20公分，宽6至1公分，全缘或前端3浅裂。圆锥花序顶生或腋生，花杂性同株；花萼為鐘状，深裂。船形的骨朵果1至5个，着生于果梗，长可达24公分。
种子椭圆形至倒卵形，深褐色，种皮脆而薄，浸水后膨大成海绵状，内涵丰富的粘液质，故有澎大海、膨大海、蓬大海等稱號。

## 药用
幾乎適合各種土壤，但必須講究通風、排水良好，長成後，採收植物的种子，晒乾後用。最常用于肺热声哑，咽喉乾痛，无痰乾咳，热结便秘，头痛目赤。